# Braakman
Le Braakman est une partie de l'ancien estuaire de l'Escaut occidental, situé en Zélande, à proximité des villages Biervliet et Hoek, sur la municipalité de Terneuzen.

## Histoire
Le Braakman a été créé par une succession de crues au XIVe siècle et au XVe siècle, en particulier les  inondations de 1404 et de 1421. 
Une quinzaine de villages ont été détruits entre le XIIIe siècle et le XVIIe siècle.
Pendant longtemps, le Braakman formait une barrière naturelle entre l'Est et l'ouest de la Flandre zélandaise, il offrait un accès aux ports de Assenede, Philippines, Axel et Sas van Gent. 
Au XIXe siècle et au début du XXe siècle des deux côtés du Braakman une grande superficie de sols a été récupérée (poldérisation), au moyen de la construction d'un barrage construit en 1920 et de pompages. Environ 3000 ha ont été ainsi poldérisés.

## Fermeture
Le 30 juin 1952 le Braakman a été fermé, avec une fermeture complète le 16 juillet. Le littoral a donc été réduite de 28 km à 2,7 km. Au cours de l'inondation causée par la mer du Nord en 1953 le barrage a tenu bon et a empêché les inondations dans l'arrière-pays.

## Le polder
C'est ainsi que naquit un des plus jeunes polders de Zélande, le polder Braakman avec une surface de 1525 ha. Une grande partie de la zone, environ 910 ha est utilisée pour l'agriculture, mais le raccourcissement de la côte était bien l'objectif principal. Environ 410 ha composés de sols sablonneux sont laissés à la nature et comme zone de loisirs. En outre  205 ha ont été laissés en eau, le Braakman Creek. Le port de Braakman a été construit et sert pour les industries locales.

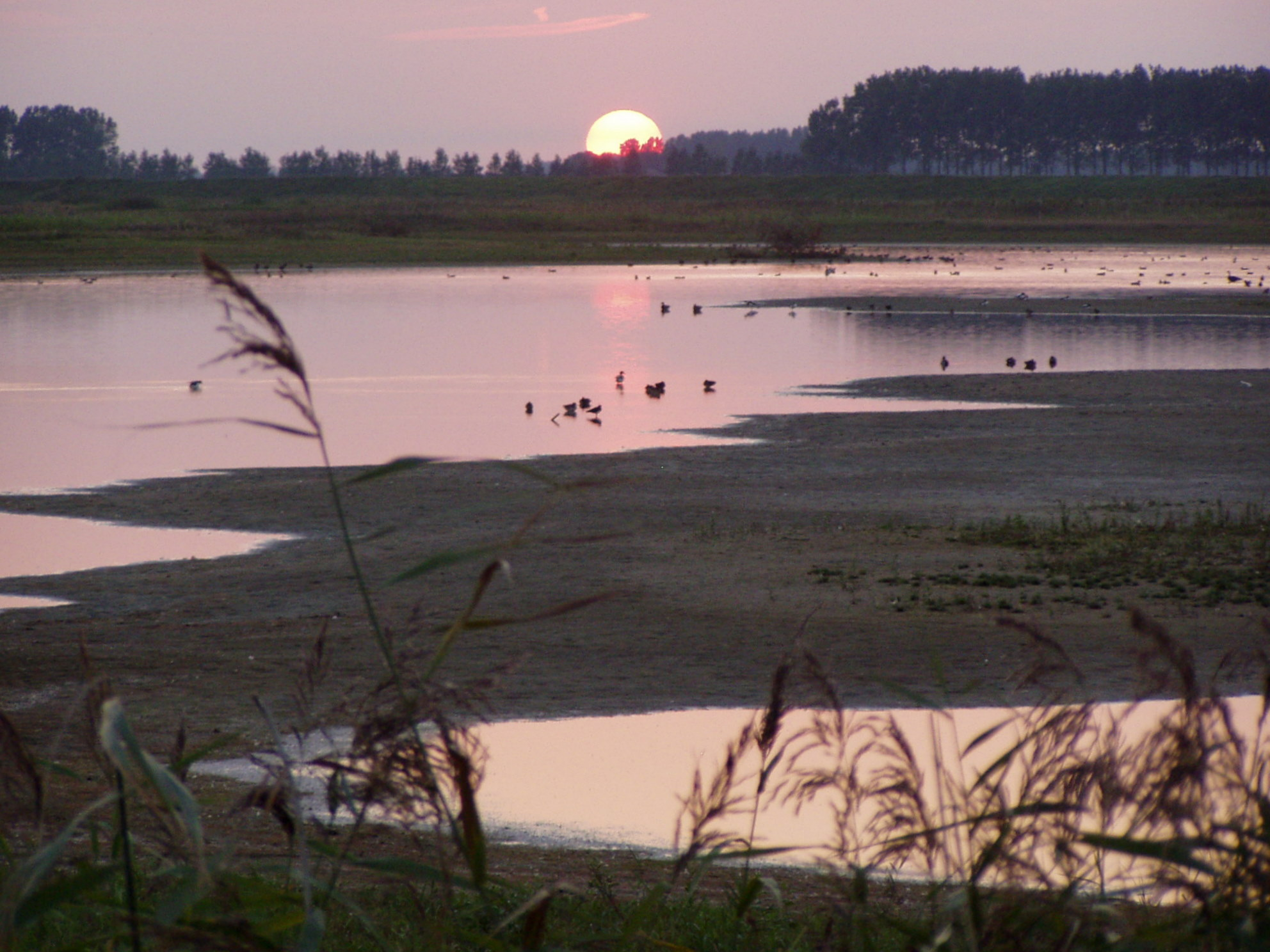
Coucher de soleil sur le Braakman

## Une réserve naturelle
Entre 1954 et 1957 environ 200 ha de feuillus sont plantés. Plus tard, 300 hectares supplémentaires ont été ajoutés. L'endroit présente une variété d'arbres, de prairies et d'étangs. Des sentiers de randonnée et des pistes cyclables ont été construits. La partie la plus ancienne est située dans le sud du polder. La partie nord est plus récente, du mobilier naturel a été ajouté. Depuis 2011 une ferme est destinée aux visiteurs. La réserve naturelle fait maintenant partie du réseau écologique.
Parmi les espèces qui sont présentes dans la zone des détails tels que : le Parnassie des marais, de saule rampant, Épipactis des marais, Orchis incarnat, l'orchidées de couleur chair, l'orchidée à larges feuilles et le listera. Parmi les oiseaux sont les suivants: l'alouette des champs, pipit farlouse, la bergeronnette printanière, Sarcelle d'été, Fuligule morillon, Barge à queue noire, Vanneau huppé et le chevalier gambette.

## Plaisance
Sur une presqu'île se dresse le Holiday Island Braakman avec un port de plaisance.